# 木里薹草
木里薹草（学名：Carex muliensis）为莎草科薹草属的植物。分布于中国大陆的四川西部、云南西北部等地，生长于海拔3,400米至4,600米的地区，见于高山草甸或沼泽草甸，目前尚未由人工引种栽培。